# Norwich (Vermont)
Norwich ist eine Siedlung (Town) im Windsor County im US-Bundesstaat Vermont. Das U.S. Census Bureau hat bei der Volkszählung 2020 eine Einwohnerzahl von 3612 ermittelt.

## Geographie

### Geografische Lage
Norwich liegt am rechten Ufer des Connecticut River, der die Staatsgrenze zu New Hampshire darstellt, gegenüber seiner Zwillingsstadt Hanover, New Hampshire. Die beiden Stadtzentren sind durch die Ledyard Bridge miteinander verbunden. Im Norden grenzt Norwich an Thetford, im Westen an Sharon, und im Süden an Hartford.
Nach den Angaben des United States Census Bureaus hat Norwich eine Fläche von 116 km², wovon 0,26 km² (= 0,31 %) auf Gewässer entfallen. Neben dem Connecticut River sind hier zwei seiner Zuflüsse zu nennen. Der Bloody Brook entspringt in den Hügeln im Westen der Stadt und entwässert einen großen Teil ihrer Gemarkung; an seiner Mündung entstand auch das Stadtzentrum von Norwich. Der wasserreichere Ompompanoosuc River erreicht Norwich von Nordwesten und mündet bei der Siedlung Pompanoosuc in den Connecticut.
Das Gelände ist hügelig und stark bewaldet. Die Gipfel erreichen im Mittel Höhen zwischen 200 und 400 Metern. Im Griggs Mountain, einem langgezogenen Hügelrücken im Südwesten der Stadt, steigt das Gelände bis 519 m an, die höchste Erhebung im Stadtgebiet ist mit 565 m der Gile Mountain im Nordwesten der Stadt. Norwich gehört zum sogenannten Upper Valley, einer Region in Vermont und New Hampshire entlang des Connecticut.

### Nachbargemeinden
Alle Entfernungen sind als Luftlinien zwischen den offiziellen Koordinaten der Orte aus der Volkszählung 2010 angegeben.
- Norden: Theford, 8,5 km
- Nordosten: Lyme, New Hampshire, 25,6 km
- Osten: Hanover, New Hampshire, 14,5 km
- Südosten: Lebanon, New Hampshire, 9,6 km
- Süden: Hartford, 7,9 km
- Südwesten: Pomfret, 21,1 km
- Westen: Sharon, 12,4 km
- Nordwesten: Strafford, 5,3 km

### Klima
Die mittlere Durchschnittstemperatur in Norwich liegt zwischen −14,5 °C (8 °Fahrenheit) im Januar und 27,8 °C (82 °Fahrenheit) im Juli. Damit ist der Ort gegenüber dem langjährigen Mittel Vermonts in den Sommermonaten um etwa 2,5 Grad wärmer, während das Winterhalbjahr im Vermonter Mittel liegt. Die Schneefälle zwischen Oktober und Mai (mit einem Spitzenwert von gut 45 cm im Januar) liegen mit rund zwei Metern etwa doppelt so hoch wie die mittlere Schneehöhe in den USA. Die tägliche Sonnenscheindauer liegt am unteren Rand des Wertespektrums der USA.

## Geschichte
Die Geschichte der Stadt begann am 4. Juli 1761, als der Gouverneur von New Hampshire einer Gruppe von Bürgern des Staates Connecticut ein Siedlungspatent erteilte, in dem die Gemarkung der Stadt festgelegt wurde. Die Stadt erhielt ihren Namen nach Norwich, Connecticut, woher die ersten Siedler kamen. In der ursprünglichen Gründungsurkunde schrieb sich der Name noch als „Norwhich“, das zusätzliche h wurde jedoch später ausgelassen. Die drei ersten Siedler erreichten das Land jedoch erst 1763 und begannen, den Wald zu roden und erste Blockhütten zu errichten. Aus diesen ersten Bemühungen ging das heutige Dorf Pompanoosuc hervor. Weitere Siedler ließen sich in den folgenden Jahren an der Stelle des heutigen Stadtkerns nieder. Ein erstes Town Meeting wurde im April 1768 abgehalten. 1770 gründete sich eine kongregationalistische Kirchengemeinde, ein erstes Kirchengebäude wurde 1778 erbaut. 1771 zählte die Stadt 206 Einwohner, zwanzig Jahre darauf bereits 1158, und im Jahre 1830 bereits 2316 Einwohner.
1819 gründete Alden Partridge, ein ehemaliger Superintendent der West-Point-Militärakademie, in Norwich die private Militärakademie American Literary, Scientific and Military Academy. In dieser Ausbildungsstätte hoffte er ein neues „amerikanisches System“ der Erziehung umsetzen zu können, mit dem er in West point noch gescheitert war und das eine umfassende Erziehung seiner „Kadetten“ nicht nur in militärischen, sondern auch Wert auf humanistische und technische Ausbildung legte. Während der sechs Jahre in Norwich wurden fast 500 „Kadetten“ ausgebildet, 1825 zog die Schule jedoch nach Middletown, Connecticut um. 1835 kehrte Partridge nach Norwich zurück, nachdem er vom Kongress des Staates Vermont eine Charter zur Gründung einer weiteren privaten Hochschule erteilt bekommen hatte. Der Lehrbetrieb seiner neuen Militärakademie lief bis 1866, als ihre Gebäude bei einem Brand zerstört wurden. Sie zog darauf nach Northfield um, besteht aber bis heute unter dem Namen Norwich University.

### Einwohnerentwicklung
| Volkszählungsergebnisse – Town of Norwich, Vermont | Volkszählungsergebnisse – Town of Norwich, Vermont | Volkszählungsergebnisse – Town of Norwich, Vermont | Volkszählungsergebnisse – Town of Norwich, Vermont | Volkszählungsergebnisse – Town of Norwich, Vermont | Volkszählungsergebnisse – Town of Norwich, Vermont | Volkszählungsergebnisse – Town of Norwich, Vermont | Volkszählungsergebnisse – Town of Norwich, Vermont | Volkszählungsergebnisse – Town of Norwich, Vermont | Volkszählungsergebnisse – Town of Norwich, Vermont | Volkszählungsergebnisse – Town of Norwich, Vermont |
| Jahr                                               | 1700                                               | 1710                                               | 1720                                               | 1730                                               | 1740                                               | 1750                                               | 1760                                               | 1770                                               | 1780                                               | 1790                                               |
| -------------------------------------------------- | -------------------------------------------------- | -------------------------------------------------- | -------------------------------------------------- | -------------------------------------------------- | -------------------------------------------------- | -------------------------------------------------- | -------------------------------------------------- | -------------------------------------------------- | -------------------------------------------------- | -------------------------------------------------- |
| Einwohner                                          |                                                    |                                                    |                                                    |                                                    |                                                    |                                                    |                                                    |                                                    |                                                    | 1158                                               |
| Jahr                                               | 1800                                               | 1810                                               | 1820                                               | 1830                                               | 1840                                               | 1850                                               | 1860                                               | 1870                                               | 1880                                               | 1890                                               |
| Einwohner                                          | 1486                                               | 1812                                               | 1985                                               | 2316                                               | 2218                                               | 1978                                               | 1759                                               | 1639                                               | 1471                                               | 1304                                               |
| Jahr                                               | 1900                                               | 1910                                               | 1920                                               | 1930                                               | 1940                                               | 1950                                               | 1960                                               | 1970                                               | 1980                                               | 1990                                               |
| Einwohner                                          | 1303                                               | 1252                                               | 1092                                               | 1371                                               | 1418                                               | 1532                                               | 1790                                               | 1966                                               | 2398                                               | 3093                                               |
| Jahr                                               | 2000                                               | 2010                                               | 2020                                               | 2030                                               | 2040                                               | 2050                                               | 2060                                               | 2070                                               | 2080                                               | 2090                                               |
| Einwohner                                          | 3544                                               | 3414                                               | 3612                                               |                                                    |                                                    |                                                    |                                                    |                                                    |                                                    |                                                    |

## Wirtschaft und Infrastruktur

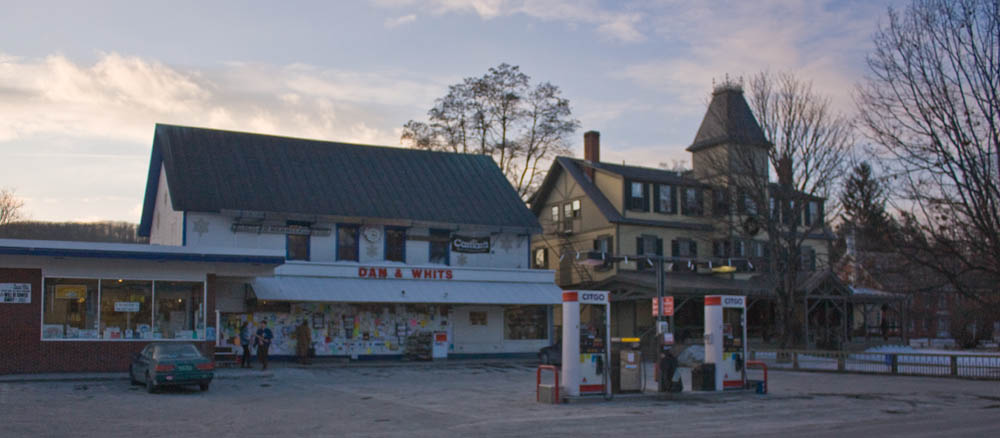
Gemischtwarenhandlung (links) und Gasthaus (rechts)

Das Rathaus, zwei Kirchen und die Grundschule sind im Zentrum des Ortes, außerdem ein historisches Gasthaus.

### Verkehr
Im Tal des Connecticut Rivers verläuft der Interstate 91 und parallel dazu der U.S. Highway 5 sowie eine Bahnstrecke der ehemaligen Boston and Maine Railroad (jetzt des Bundesstaats Vermont).
Norwich ist auch der Sitz des Montshire Museum of Science und der King Arthur Flour Company, einer Firma, die 1790 in Boston gegründet wurde.

### Bildung
Norwich unterhält eines der wenigen zwischenstaatlichen öffentlichen Schulsysteme, den Dresden School District, den sich die Städte Norwich, Vermont und Hanover, New Hampshire teilen.
Die Marion Cross School in Norwich bietet Schulklassen von Kindergarten bis zum sechsten Schuljahr an.

## Persönlichkeiten

### Söhne und Töchter der Stadt
- Daniel Azro Ashley Buck (1789–1841), Abgeordneter im Repräsentantenhaus der Vereinigten Staaten für Vermont
- Samuel Partridge (1790–1883), Vertreter des Bundesstaates New York im US-Repräsentantenhaus
- George Bush (1796–1859), Geistlicher, Orientalist, Swedenborgianer
- Philip Hale (1854–1934), Organist und Musikkritiker
- Mike Holland (* 1961), Skispringer
- Kevin Pearce (* 1987), Snowboardfahrer

### Persönlichkeiten, die vor Ort gewirkt haben
- Betsy Snite (1938–1984), Skirennfahrerin und Gewinnerin einer olympischen Silbermedaille 1960. Wuchs in Norwich auf und lernte hier das Skifahren.
- Walter Behrendt (1884–1945), Architekt. Lebte hier nach seiner Emigration bis zu seinem Tod.
- Heinrich Brüning (1885–1970), deutscher Politiker. Lebte und wirkte nach seiner Emigration in Norwich, wo er auch starb.
- Eugen Rosenstock-Huessy (1888–1973), Rechtshistoriker und Soziologe. Emigrierte 1933 aus Deutschland und lebte und wirkte in Norwich bis zu seinem Tod.
- Freya von Moltke (1911–2010), Widerstandskämpferin gegen den Nationalsozialismus. Lebte nach ihrer Emigration ab 1960 bis zu ihrem Tod in Norwich.